# Powiat czarnkowsko-trzcianecki
Powiat czarnkowsko-trzcianecki är ett distrikt i västra Polen, beläget i västra delen av Storpolens vojvodskap. Huvudort är Czarnków och största stad är Trzcianka. Distriktet grundades vid den stora administrativa reformen i Polen 1999 och hade 87 885 invånare i juni 2016.

## Administrativ kommunindelning
Distriktet indelas i åtta kommuner, varav:
en stadskommun (gmina miejska)
- Czarnków

tre stads- och landskommuner (gminy miejsko-wiejskie):
- Krzyż Wielkopolski
- Trzcianka
- Wieleń

samt fyra landskommuner:
- Gmina Czarnków
- Drawsko
- Lubasz och
- Połajewo.